# Les Fabricants d'armes
 (février 2024).
Si vous disposez d'ouvrages ou d'articles de référence ou si vous connaissez des sites web de qualité traitant du thème abordé ici, merci de compléter l'article en donnant les références utiles à sa vérifiabilité et en les liant à la section « Notes et références ».
Les Fabricants d'armes (titre original : The Weapon Makers) est un roman de science-fiction de l’écrivain canadien A. E. van Vogt, publié pour la première fois en 1947.

## Présentation
Les Fabricants d'armes est publié pour la première fois sous forme de série en 1943 dans Astounding Science Fiction de février, mars et avril 1943. Cette série est publiée pour la première fois en livre aux États-Unis en 1947 chez l'éditeur The Hadley Publishing Co. En 1952 est publiée une version revisitée chez l'éditeur Greenberg. C'est cette version qui a été publiée par la suite.
Ce roman fait suite aux Armureries d'Isher, avec lequel il forme le cycle des marchands d'armes. Il est considéré comme une œuvre majeure de van Vogt. Malgré son âge certain, plusieurs thèmes explorés dans le roman, comme l'immortalité et l'exploration spatiale, demeurent d'actualité.

## Résumé
Alors que les armuriers d’Isher tentent de le tuer, un homme immortel est aussi pourchassé par le pouvoir établi sur Terre. Pour couronner le tout, il doit affronter une race extra-terrestre de forme arachnoïde pendant une joute mortelle. Il fera appel à toutes ses ressources pour sauver sa vie, tout en forçant le pouvoir établi à révéler le secret du voyage interstellaire.

## Éditions françaises
- In Les Armureries d'Isher / Les Fabricants d'armes, OPTA, coll. Club du livre d'anticipation, 1965 no 2
- J'ai lu, coll. Science-fiction no 440, couverture de Tibor Csernus, 1972; réédité en 1977, 1981  (ISBN 2-277-11440-5), 1984  (ISBN 2-277-11439-1), 1987, 1991 et 1993 avec une couverture de Wojtek Siudmak
- In Les Portes de l'éternité, Presses de la Cité, coll. Omnibus no 1, 1990  (ISBN 2-258-03032-3)
- In Les Marchands d'armes, J'ai Lu, coll. Science-fiction no 6791, couverture de Emmanuel Gorinstein, 2003  (ISBN 2-258-03032-3)